# Bernhard Luttermersk

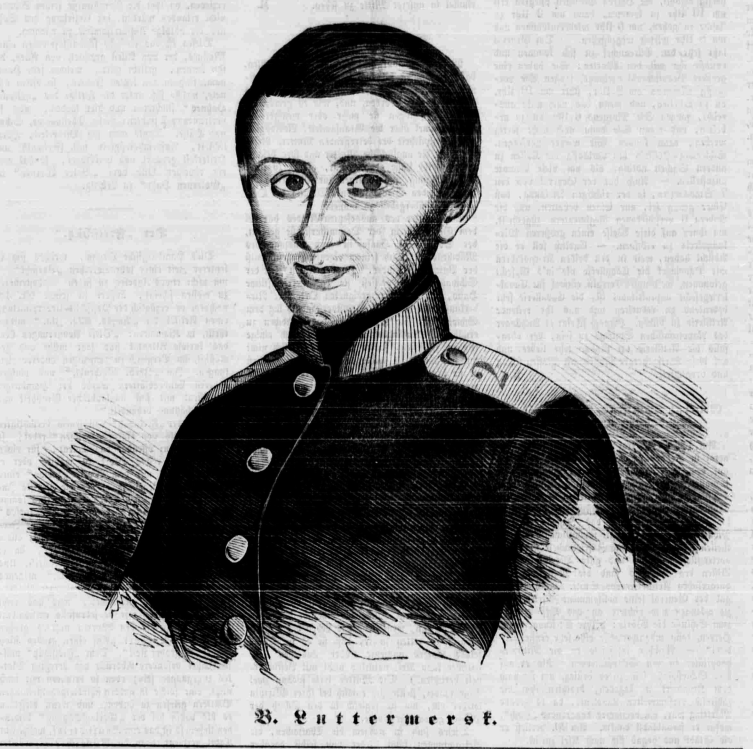
Bernhard (Baruch) Luttermersk

Bernhard Luttermersk (* 6. April 1828 in Altona; † 5. September 1871 ebenda) war ein Protagonist der schleswig-holsteinischen Erhebung, Soldat und Journalist, publizierte ausschließlich kleine literarische Formen in Periodika, die oft den politischen Zeitgeist liberal orientierter Bevölkerungsteile widerspiegelten. Breiten Kreisen bekannt wurde er 1848 als politischer Gefangener.

## Familie
Geboren wurde er als ältester Sohn des aus Polen nach Altona eingewanderten jüdischen (aschkenasischen) Schlachtermeisters Moritz (Mosche, Moses) Luttermersk (1789–1847) und möglicherweise dessen erster Ehefrau Theres verwitwete Lion im Hause seiner Eltern im Altonaer Eruv in der Kleinen Elbstraße 3. Er wuchs im Kreis mehrerer jüngerer Geschwister auf. Dazu zählten 1) Henriette (Jette, Gätel) Luttermersk (1833-), unvermählt., 2) Rosalie Luttermersk (-1911), verheiratete Wertheim, 3) Friederike (Riekke) Luttermersk (1836-), Lehrerin 4) Eduard (Edouard Elias) Luttermersk (1840-1906), Kaufmann in Chile und Paris,
5) Sarah Luttermersk (-1910), verheiratete Levy, und 6) Sophia (Sophie) Luttermersk (1843-1915), unvermählt.

## Jugend und Studium
Schon früh aus dem geschwisterlichen Kreis wegen seiner Intelligenz und gedanklichen Aufgeschlossenheit herausragend, gaben ihn die Eltern auf das Altonaer Gymnasium Christianeum, wo er bereits als Primaner, schon früh rhetorisch begabt, bei Festen Reden hielt. Das Gymnasium verließ er mit Abschluss Mitte April 1847, um in Heidelberg zu studieren. An der Ruprechts-Karl-Universität wurde er 19-jährig am 20. April 1847 im Fach Jura immatrikuliert.

## Militärdienst und Haft
Bald schon aber unterbrach er sein Studium, um aus patriotischen Gründen in seine Heimat nach Holstein zurückzukehren, hier im März 1848 als Freiwilliger beim Freikorps des Grafen Kuno zu Rantzau-Breitenburg in Dienst zu treten, welches jedoch bereits im Juli 1848 wieder aufgelöst worden war. Den Freischarangehörigen war indes freigestellt worden, ob sie anschließend in die reguläre schleswig-holsteinische Armee eintreten wollten; von diesem Angebot machte Luttermersk Gebrauch.
Er kam dann als Musketier in das unter dem Kommando des Hauptmanns v.Zastrow stehende 7. Infanterie-Bataillon der regulären schleswig-holsteinischen Armee mit Garnison in Lütjenburg. Hier war er im November 1848 Urheber einer handschriftlich angefertigten Adresse, die Kameraden dazu aufforderte, nicht gegen das Volk zu kämpfen, als es galt, dass General v.Wrangel mit Soldaten nach Berlin ziehen sollte, um zu helfen, dort die Revolution zu unterdrücken.
Luttermersk hatte seine Adresse zudem nach Plön ins „Langtimschen Ressourcen-Local“ getragen, um dort von weiteren Militärs Unterschriften zu sammeln. Von dort aus jedoch wurde Luttermersks Adresse dem Bataillonskommandeur übergeben. Zugleich ließ Luttermersk seinen Adressentext aber auch der Presse zukommen; dort wurde er am 19. November 1848 abgedruckt:
"Zuruf der Soldaten und Unterofficiere des siebenten schleswig-holsteinischen Infanterie-Bataillons an die preußischen Soldaten, welche für Schleswig-Holstein gefochten haben. Kameraden! [...] Deutschland und der Freiheit sind dieses Mal Eure Waffen gerichtet, sondern gegen das Herz des eigenen Landes, gegen Euer eigen Fleisch und Blut, gegen die, welche die neu errungenen Rechte Eures Volkes zu wahren berufen sind. In diesem Augenblicke ist es unsre Pflicht, Euch, unsere Brüder und Kameraden, aus der unheiligen Verblendung zu reißen, in die man Euch mit Arglist verstrickt hat. Auf der einen Seite steht Euer König, an dem Ihr mit Hingebung hängt, dem Ihr Treue geschworen habt. Wie gern möchte man Euch einreden, daß Ihr Euch durch diesen Schwur verbunden hättet, blindlings sclavisch dem Willen dieses einen Mannes zu gehorchen. Dem ist nicht so. Ihr habt nicht der Person des Königs den Treuschwur geleistet - Ihr habt in dem Könige Eurem Vaterlande geschworen, ihm nur, solange er ein redlicher Vertreter desselben ist. Ist er das? Ist es redlich, ist es königlich gehandelt, wenn er, der 1847 bei Eröffnung des ersten Landtags feierlich die Worte sprach: 'Ich will nicht, daß eine Constitution sich zwischen mich und die Vorsehung dränge´, der im März 1848 diesem Prinzipe getreu sein Volk niederschießen ließ, als es die Constitution verlangte, der dann, plötzlich die Rolle tauschend, in der deutschen Tricolore erschien, und proclamirte, Preußen ginge fortan in Deutschland auf, uns solle so freie Institutionen erhalten, wie irgend ein deutscher Staat, der sich bald darauf den Schein gab, hier in Schleswig-Holstein die Rechte eines unterdrückten Volkes zu vertheidigen - ist es königlich, ist es ehrlich, wenn eben dieser Fürst jetzt, wo die junge Freiheit wieder zu unterliegen droht - ein Ministerium an die Spitze seines Staates stellen will, welches den Errungenschaften der Neuzeit entschieden feindlich ist, wenn er die von 16 Millionen Preußen gewählten Volksvertreter, da sie gegen diesen unerhörten Machtstreich protestiren, erst durch List zu entfernen sucht, und dann, da sie wie Männer auf ihren Plätzen bleiben, durch seine Soldaten herausschleppen läßt, wenn er der Bürgerwehr, der er eben die Waffen in die Hand gegeben, und welche sie nie geschändet hat, entwaffnen, wenn er eine ruhige Stadt, seine Vaterstadt, das Herz seines Reiches in Belagerungszustand erklärt? [...] Euer Land sieht mit Wuth auf seine verblendeten Söhne, die da sind, das Vaterland zu schützen, nicht einer Tyrannenbande zu fröhnen. Wollt Ihr Söldlinge sein? Ihr sollt Eure Waffen nicht zu Henkersbeilen machen. Erklärt Eurem König, daß Ihr Eure Waffen nicht gegen den Willen Eurer Nation erheben werdet." Unterzeichnet war der "Zuruf" mit "Soldaten und Unterofficire des 7. schleswig-holsteinischen Infanterie-Bataillons".
Daraufhin erließ General v.Bonin als Oberbefehlshaber einen ebenfalls in der Presse abgedruckten Armeebefehl, wodurch er weitere potentielle Unterstützer von einer Unterzeichnung abhalten wollte. Darin hieß es: „Es ist eine Adresse zu meiner Kenntniß gekommen, welche wahrscheinlich von einem Soldaten des 7ten Bataillons der schleswig-holsteinischen Armee ausgehend und verbreitet, bei allen Bataillonen zur Unterschrift circuliren sollte, und welche den Zweck hat, die preußischen Truppen, die in Schleswig gekämpft haben und nunmehr in Berlin eingerückt sind, zum Ungehorsam und Verrath gegen ihren König aufzufordern. Ein so verbrecherisches Treiben veranlaßt mich, die unter mir stehenden Truppentheile warnend aufzufordern, sich nicht solcher Versuche theilhaftig zu machen, vielmehr mit Entrüstung die Verführer zurückzuweisen, und festzuhalten an der Ueberzeugung, daß jene erprobten Truppen, welche mit allen Tugenden des Kriegers, dem Gehorsam, der Treue, der Hingebung, der Tapferkeit, reich geschmückt sind, nie in ihrer Treue gegen König und Vaterland wanken, und daß sie die tiefste Verachtung jedem Ansinnen zu einem Verbrechen entgegensetzen werden, welches den Glanz ihrer Waffen mit unauslöschlicher Schmach bedecken müßte. Der Ober-Befehlshaber der deutschen Reichstruppen in den Herzogthümern Schleswig und Holstein. (gez.[eichnet]) v.[on] Bonin. Schleswig d.[en] 20. Nov.[ember] 1848.“
Luttermersk reagierte darauf, erneut in der Presse, mit einer wiederum konfrontativ formulierten Antwort: „Ist das die Frucht unserer Märzerhebung, daß auch wir, ein neugebildeter Staat, alle Pestbeulen und Verkrüppelungen des alten in uns aufnehmen, daß wir das Soldatenthum als ein Schergenthum betrachten? Wir glauben nicht, daß die ‚tiefste Verachtung‘ uns treffen wird, weil wir frei und offen unsere Gesinnung ausgesprochen haben!“
Die öffentlichen Reaktionen auf diese harsche Auseinandersetzung zwischen Soldat und Oberbefehlshaber fielen differenziert aus. Gegen das Bonin'sche Vorgehen wandten sich in der Folge unter anderem holsteinische Städte und beharrten auf dem Recht der Meinungsfreiheit für Jeden, einem im neuen Staatsgrundgesetz verbrieften Recht. Andere warfen Luttermersk wiederum öffentlich Subordination vor, unter anderem die fünf Mitglieder "gemeinsamen Regierung" der Herzogtümer Schleswig und Holstein.
Luttermersk wurde schließlich in den ersten Dezembertagen 1848 in Lütjenburg verhaftet, zuerst nach Schleswig und dann nach Rendsburg überstellt, wo ihm, da er als Soldat dem Kriegsrecht unterstand, kriegsgerichtlich der Prozess gemacht werden sollte. Bereits am 14. Dezember 1848 wurde er als Angeklagter vor dem Kriegsgericht in Rendsburg wegen „unbefugter Schriftstellerei, Ungehorsam und Meuterei“ zu vierjähriger Zuchthausstrafe verurteilt und noch am selben Tage als Militärsträfling unter Bewachung von rund 40 Badener Soldaten auf Umwegen (man fürchtete Solidaritätskundgebungen der Bevölkerung) ins Zuchthaus Glückstadt verbracht. Um den 28. März 1849 jedoch wurde er zu Festungshaft begnadigt und unter erneuerter militärischer Bewachung auf die Festung Friedrichsort bei Kiel eingeliefert, wo er dieselbe Zelle bewohnte wie einst Uwe Jens Lornsen. In der Festung leistete er tagsüber angeblich Zwangsarbeit im Freien, musste als Strafe Festungsstraßen mit einem Besen fegen. Andere Quellen sprechen dagegen davon, er sei in dieser Zeit als Gefangener lediglich beim Artillerie-Laboratorium beschäftigt gewesen.
Sowohl sein Verhalten als auch der folgende Prozess und die Verurteilung fanden in der regionalen, nationalen und internationalen Presse parteiübergreifend ein breites Echo. Teile der konservativen Presse kritisierten ihn wegen seiner Aufforderung an die preußischen Soldaten, ihren Fahneneid zu brechen, brandmarkten seine „abgedroschene[n] Wühlerredensarten“, seine jugendliche Arroganz und Frechheit, sahen ihn als Staatsfeind. Freiheitlich orientierte Presse-Organe beurteilten ihn dagegen als Märtyrer, Vorkämpfer und Reformer, sahen das Urteil über ihn als politisches Urteil an, hielten ihn für „das jugendliche Opfer ächt-militärischer Justizbarbarei“ und die Strafe für „sittlich ungerecht“, da sie „dem Rechtsbegriffe unserer Zeit widerspräche“.
Die schleswig-holsteinische Landesversammlung setzte sich als politisches Organ im August 1849 vergeblich für seine Freilassung ein, auch ein Gnadengesuch von Luttermersks Mutter, Theres Luutermersk, wurde von General v.Bonin abschlägig beschieden. Luttermersk wurde dennoch im April 1850, verursacht durch einen Wechsel im Oberkommando des Militärs, begnadigt, nach rund 16 Monaten (statt 48 Monaten Zuchthaus), die restliche Strafzeit wurde ihm erlassen. Die liberale Presse, namentlich Die Reform, die sich als eine „Tochter der Revolution“ betrachtete, feierte diese Freilassung als überfälligen Sieg „der Freiheit“ über „die Reaktion“; das Ereignis wurde in Gedichten verarbeitet.
Anschließend trat Luttermersk in den aktiven Militärdienst zurück, wurde vom Kriegsministerium dem 2. Jäger-Corps mit Garnison in Kiel zugeteilt (aus dieser Zeit stammt auch das Portrait mit der Ziffer „2“ auf der Schulterklappe), war aber durch die Haft körperlich geschwächt, musste Ende April 1850 ins Hospital eingeliefert werden und hatte überdies Schikanen von Offizieren zu erleiden. Er wurde schließlich vorläufig dienstunfähig, verließ das Militär und wurde Zivilist, angedacht war eine Fortsetzung seiner Jurastudien. Öffentliche Aufrufe, Luttermersk 1850 bei den anstehenden Neuwahlen zur schleswig-holsteinischen Landesversammlung als Kandidat für einen Abgeordnetenposten zu wählen, schlugen indes fehl.

## Exil
Ab circa 1853 lebte er vier Jahre lang sodann in freiwilliger Verbannung in Frankreich, soll in Paris die Bekanntschaft Heinrich Heines gemacht haben, arbeitete bei der republikanisch orientierten Zeitung Le Siécle, lebte anschließend in Italien, wo er bei der Triester Zeitung tätig gewesen ist. Am 20. Juli 1857, nach Beendigung seiner beiden Auslandsaufenthalte, ließ er sich wieder dauerhaft in Altona nieder.

## Journalist und Feuilletonist
Dort trat er sodann in die Redaktion der liberalen Tageszeitung Die Reform. Ein Volksblatt ein, die seit 1848 erschien, anfangs in Altona in der „Hamburg-Altonaer Volksbuchhandlung“ verlegt wurde und die sich bereits vielfältig während seiner Haftzeit für ihn eingesetzt hatte. Nach Bertheau (1914) handelte es sich dabei um „ein führendes Blatt des Mittelstandes von freisinniger Tendenz mit charakteristischen Bildern aus der Politik und dem hamburgischen Leben“.
Für Die Reform war Luttermersk bereits seit ihrer Gründung als gelegentlicher Beiträger tätig gewesen; 1857 wurde er fester Mitarbeiter. Sein Aufgabengebiet in der Redaktion war dabei unter anderem die sogenannte „Bildermacherei“. Dazu wurden unter dem jeweiligen Haupttitel jeder Ausgabe exklusiv angefertigte Holzschnitte abgedruckt, zu denen hauptsächlich Luttermersk die Ideen lieferte, die der Zeichner Christian Förster dann umsetzte.
Insgesamt blieb Luttermersk der Zeitung 23 Jahre lang verbunden, war ihr Redaktionsmitglied, steuerte auch Artikel bei, unter anderem Rezensionen von Hamburger Theatervorführungen. Die meisten seiner Artikel dürften seiner Urheberschaft indes nicht mehr zuzuordnen sein, da Artikel nicht immer namentlich gekennzeichnet waren.
Im November 1859 nahm er als Redner an der Hamburger Schillerfeier teil, war zudem engagiert im Hamburger „Bildungsverein für Arbeiter“, war im März 1870 Mitgründer des "Vereins Hamburger Presse", der später zum „Journalisten- und Schriftsteller-Verein für Hamburg-Altona und Umgebung“ umbenannt wurde und sich als Berufsvertretung verstand. Auch hielt er, namentlich in seinen letzten Lebensjahren, im hamburgischen Arbeiterbildungsverein zahlreiche Vorträge, so zu den Themen „Einfluß des Sozialismus auf die französische Revolution von 1789“ (1869), „Marat und sein Blatt, der Volksfreund“ (1869)., „Kirche und Schule“ (1869), „Das Leben des dritten Napoleon“ (1869), „Die Parteistellung in Frankreich in Bezug auf Deutschland“ (1867), „Über die Annexionsfrage Schleswig-Holsteins“ (1865), „Das System der stehenden Heere, ein Krebsschaden Europas“ (1865), „Die römische Frage und ihre Wichtigkeit für Europas Culturentwicklung“, (1867) „Geschichte der französischen Revolution“ (1866), „Über das Concil in Rom und seine Bedeutung für Europa“ (1870) und „Was bedeutet der Frankfurter Fürstentag?“ (1863).
Luttermersk verbrachte zudem einen Teil seiner Freizeit als Unvermählter im Kreise von Kollegen und Freunden, unter anderem in dem Künstler-Restaurant „Bierhalle Himmelsleiter“ in der Hamburger Knochenhauerstraße 10, „dem nächtlichen Rendevouz der künstlerischen, literarischen und Bohème-Elemente in der soliden Hansastadt“, einer „Bierstube“ und „Künstlerkneipe“, ausgestattet mit altertümlichen „Gemälden, Waffen, Trinkgefäßen“. Dort traf er sich am Stammtisch mit dem Schriftsteller Julius Stettenheim, dem Journalisten Julius Stinde, dem Schauspieler Heinrich Marr, dem Schriftsteller J. Landau, dem Regisseur Karl August Görner, dem Journalisten Robert Heller, dem Opernsänger Bernhard Pollini und dem Schauspieler Emil Thomas.
Sein Freund Julius Stettenheim charakterisierte Luttermersk schließlich wie folgt: „Obschon über die Jünglingsjahre hinaus, war Luttermersk ein Kind geblieben, so naiv, so unbeholfen, so unpraktisch. Er hatte ein kindliches Herz trotz seiner erfahrungsreichen Jahre und ein Kindergesicht trotz seines kahlen Schädels und seines spärlichen blonden Schnurrbarts. Er war ein guter Mensch, und es hat mir oft wehe gethan, wenn, die ihn sahen und nicht kannten, über ihn spotteten, wenn er mit seiner kleinen gedrungenen Gestalt, seiner lautheiseren Stimme und seiner grotesken und vernachlässigten Kleidung einen komischen Eindruck machte. Dabei war er durch und durch Journalist, die menschgewordene Journalistik. Er schrieb unausgesetzt und nur für die Zeitung. Zum Tüchtigsten auf vielen Gebieten der Schriftstellerei eminent befähigt, produzirte er, wenn er die Feder in die Hand nahm, doch immer nur für die Zeitung, in der er wie in lebenslänglicher Haft gefangen saß und er Alles leistete, was für sie zu leisten war. Er war mit dem Schreibtisch förmlich verwachsen, eine journalistische Parodie des Centauren, und eine Trennung erschien ganz undenkbar. Auch wenn er nicht schrieb, war er gebückt wie ein Schreibender, dann dachte er darüber nach, wie er Alles, was er sah und hörte, für sein Blatt verwenden könne. Er hatte auch für nichts Interesse als für das Blatt [...]“. Anderen galt er als „geist- und humorreiche[r] Causseur“.

## Tod
Luttermersk, der in seinen späten Jahren wegen seines Aussehens als Altonaer Original gelten kann, starb unvermählt, kinderlos sowie „plötzlich und unerwartet“ im Alter von 43 Jahren unter dem jüdischen Namen בחור ברוך ב' כ"ה משה הכהן לוטטערמערזק („Der ledige Baruch bar Mosche Hakohen Luttermersk“) plötzlich an einem Schlagfluss (Gehirnschlag) und wurde anschließend unter Beteiligung vieler Journalistenkollegen auf dem jüdischen Friedhof Ottensen beigesetzt. Grab und Grabstein sind heute nicht mehr ermittelbar, da über dem Friedhof das Einkaufszentrum Mercado gebaut wurde. Im Untergeschoß des Einkaufszentrums unter der dortigen Markthalle ist eine Gedenktafel installiert worden, die an alle bisher ermittelten Bestatteten erinnert; Luttermersks Name ist hier jedoch nicht verzeichnet.

## Werke
- Zurufe der Soldaten und Unterofficiere des 7. Schleswig-Holsteinischen Bataillons an die preußischen Soldaten, welche für Schleswig-Holstein gefochten haben, in: Schleswig-Holsteinische Zeitung (Rendsburg), Nr. ?, 19. November 1848, Seite ?.
- Erzählung noch unbekannten Titels, in: Schleswig-Holsteinischer Musenalamanch, Rendsburg / Kiel: Verlag nicht genannt 1851, Seite ?-? (Erzählung über ein Mädchen, das sich in einen Offizier verliebt).
- Haidebild (Gedicht), in: Alfred Schönwald (Hg.): Lese-Halle. Taschen-Bibliothek für Literatur und Unterhaltung, Band I, Wien: Schönwald 1876, Seite 201.
- Ein leeres Zimmer (politisches Lied auf Uwe Jens Lornsen), in: Chr. Gerrits's Schleswig-Holsteinisches Liederbuch, Hamburg: Gerrits 2. Auflage 1865, Seite 8–9.
- Die schleswig-holsteinische Frage und das allgemeine Stimmrecht, in: Die Reform (Altona), Nr. 145, 4. Dezember 1863, Seite 2–3.
- Wer war Béranger?, in: Die Reform (Hamburg), Nr. 93, 5. August 1857, Seite 1–2.
- Die Idus des März (der Schleswig-Holsteinischen Zeitung entnommen), in: Intelligenzblatt zu den Königlich privilegirten Altonaer Adreß-Comtoir-Nachrichten, Nr. 45, 22. März 1849, Seite 1 (politisches Freiheitsgedicht)
- Deutschlands Todtenmesse. Ein Ruf in's Land von einem deutschen Soldaten (unterzeichnet von B. Luttermersk), in: Die Reform (Altona), Nr. 54, 25. September 1848, Seite 214-215 (Gedicht über das Scheitern der nationalen Einigung in den deutschen Ländern und Loblied auf die Auswanderung).
- Die Reaction diesseits und jenseits  der Velte. Ein ernstes Wort an das Volk, in: Die Reform (Altona), Nr. 4, 10. Jänner 1851, Seite 4 (längerer Aufsatz).
- Eine saubere Correspondenz der Hamburger Nachrichten, in: Die Reform (Altona), Nr. 17, 26. Februar 1851, Seite 2 (enthält Kritik an einem Artikel „reactionärer Salbaberei“).
- Der Jesuitismus der Hamburger Nachrichten, in: Die Reform (Altona), Nr. 22, 15. März 1851, Seite 2.

## Portraits
- Die Reform (Altona), Nr. 34, 27. April 1850, Seite 1 (enthält auch einen Portraitstich, hier abgebildet)
- Nomen Nescio: Eine prachtvolle Photographie, in: Die Reform (Hamburg), Nr. 71, 14. Juni 1865, Seite 1 (Erwähnung einer Gruppenphotographie von sechs Mitarbeitern der Reform und zwar von Luttermersk, Richter, Hertz, Reichenbach, Gaßmann und Scheel; das Bild selbst, angefertigt vermutlich von der Voigtschen Buchdruckerei, konnte bislang nicht ermittelt werden).
- Nomen Nescio: Von Bernhard Luttermersk, in: Die Reform (Hamburg), Nr. 213, 10. September 1871, Seite 1 (Erwähnung eines wenige Wochen vor seinem Tode aufgenommenen Visitenkartenportraits von Luttermersk aus dem Photoatelier Paulsen & Petersen aus St. Pauli; das Bild selbst konnte bislang nicht ermittelt werden).

## Archivalien
- Goethe- und Schiller-Archiv der Klassik Stiftung zu Weimar: Bestand Rodenberg, Signatur: GSA 81/XVII,4,36. Darin Brief von Luttermersk an Julius Rodenberg, 1 Blatt, mit Notiz von Rodenberg auf dem Umschlag 1871 (Bleistiftautograph; enthält nur einen Kurzgruß und eine Einladung).
- Schleswig-Holsteinisches Landesarchiv zu Schleswig: Bestand Abt. 55 Kriegsdepartement und Departement des Kriegswesens Nr. 549: Luttermersk, Bernhard, Musketier der 2. Kompanie des 7. Infanterie-Bataillons, und mehrere ungenannte Unteroffiziere und Soldaten wegen des Vergehens einer Adresse an preußische Soldaten mit dem Urteil vierjähriger Zuchthausstrafe für Luttermersk und einjähriger Festungsarbeitsstrafe, Degradierung und Versetzung in den Soldatenstand 2. Klasse für den Unteroffizier Schmidt, 1848; enthält auch die inkriminierten beiden Schleswig-Holsteinischen Zeitungs-Ausgaben vom 19. und 25. November 1848.
- Schleswig-Holsteinisches Landesarchiv zu Schleswig: Bestand Abt. 55 Kriegsdepartement und Departement des Kriegswesens Nr. 550: Luttermersk, Bernhard, Militärsträfling (2. Kompanie des 7. Infanterie-Bataillons), Untersuchung wegen des Vergehens der unbefugten Schriftstellerei, des Ungehorsams und der Meuterei, 1848-1850.
- Staatsarchiv zu Hamburg: Bestand 741-2 Genealogische Sammlungen, Mappe Nr. 1/4005: Luttermersk (zur familiären Verortung).